# 竹内紗里奈
竹内 紗里奈（たけうち さりな、1983年5月24日-)は、日本の元AV女優。

## 略歴
痴女のBDSM系AV女優。AV女優時代はピースプロモーションとHYプロダクションに所属していた。
新宿でスカウトされて、2006年に企画女優としてAVデビュー。2007年に村上 里沙（むらかみ りさ）と改名。
2010年に1度引退後、2012年に竹内 紗里奈（たけうち さりな）と改名し復帰。長身でクールな外見を裏切ってＭ役が多く、そのギャップを生かせる転落もの、女捜査官ものは得意である。潜入捜査官「姫川亜由美」役で出演した「女体拷問研究所」シリーズでは、出演2作目以降は捜査本部長に特別昇進し,脱ぎ無しで毎回の主演女優が扮する潜入捜査官の上司役で助演を続けた。この役は数年のブランクを経て下記の引退作で復活、再び潜入捜査官に降格して凌辱に身を晒し、6年間にわたって同役でＭ役とエリート指揮官の逆V字を描いて見せた。
2014年10月、「女体拷問研究所 LAST DANCE 女捜査官、姫川亜由美 最後の七日間」（アタッカーズ）でAV女優を引退。
趣味は、写真撮影。

## 作品

### アダルトビデオ
- GLAMOUR GIRL 東京エロカワ素人（4月1日、ワンズファクトリー）
- ド変態 過激大乱交 2（4月19日、SODクリエイト）
- ボク専用 集団痴女奥さん 完全版（5月18日、メディアステーション）
- 私のおま○ことお口にあなたのザーメンを下さい（9月19日、ミスター・インパクト）
- 女子校生 陵辱レイプ 2 中出し（9月25日、モデスト）
- 百獣の王ライオンと超アクメSEX（8月16日、SODクリエイト）
- 美人CA 妄想フライト（8月17日、ジャパンホームビデオ）
- 痴女AV女優を会社に派遣してみました（8月17日、レアル・ワークス）
- Beauty Style 27（8月25日、イエロー） ※「村上りさ」名義
- キレイめ妄想お姉さん（9月19日、BRAVO）
- となりの美人妻 第3章（10月13日、隼エージェンシー）
- 花の女子アナSEXYリポート エロステーション（10月15日、トップワン）
- 寸止めアクメモデル（10月18日、アキノリ）
- 犯られた人妻たち 第10章 中出しされる4人の人妻（10月19日、Nadeshiko）
- ヤリたい女 02（10月26日、KUKI）
- （裏）手コキクリニック ～完全版～ 性交クリニック Special（11月8日、SODクリエイト）
- Gals Glamourous RISA 08（11月5日、ドリームチケット）
- ハーレム病棟24時 2（11月15日、ジェイモデル）
- コンビニにボクひとり 完全版（11月16日、メディアステーション）
- 憧れの生・黒タイツ 8（11月25日、TMクリエイト）
- パイパン娘30人 パイパン大運動会（12月13日、カルマ）
- 生中出し!?夢の超高級ハーレムソープランド三輪車スペシャル!（12月17日、レアル・ワークス）
- つゆダクなエッチ大好き素人ギャル!（12月25日、モデスト）

- 性的浴場 貸切ソープランド 2（1月5日、アキノリ）
- スチュワーデス in… [脅迫スイートルーム] Cabin Attendant Risa(24）（1月26日、ドリームチケット）
- 和ギャルEROTIC STYLE 其の弐（1月25日、イマージュ）
- 借金姉妹 美肉返済（2月7日、ヒビノ）
- 癒しの楽園型風俗 TOKYOビューティーモデルリゾート（2月15日、イマージュ）
- 巨乳が寝てる間に… たっぷり揉んだら、仕上げに挿入!!（2月15日、ワープエンタテインメント）…オムニバス作品
- 快楽に溺れる欲情不倫妻（2月18日、Nadeshiko）
- リラクゼーションレズ性感エステ（2月21日、アキノリ）
- 平成20年度 系列局合同 女子アナ新人研修（3月6日、V&Rプロダクツ）
- ごっくんアドリブ痴女ライブ（4月5日、ワープエンタテインメント）
- 乳首の弱いカノジョと僕が、互いに乳首を責めあいました。 2（4月15日、ワープエンタテインメント）
- GAL女教師★集団乱交（4月19日、kira☆kira）
- 女体拷問研究所 12（4月26日、ベイビーエンターテイメント）
- 誘惑、女教師。（5月5日、ドリームチケット）
- 中出し了解（5月23日、プレステージ）
- 人妻レイプ4時間 3 犯られまくる9人の人妻たち（5月23日、Nadeshiko）
- 女ハ獣ヲ目デ犯ス。（6月5日、ワープエンタテインメント）
- 女体拷問研究所 13（6月21日、ベイビーエンターテイメント）
- CHARISMA★MODEL（6月25日、kira☆kira） ※「村上りさ」名義
- ダンナ様大好き 女子校生奥さまのHな生活（7月3日、グローリークエスト）
- 美脚×ローライズ短パン×露出デート（7月13日、マルクス兄弟）
- 社長秘書はインテリ痴女（8月1日、ワンズファクトリー）
- 美脚で虐める最高の足コキ発射!（8月1日、ワンズファクトリー）
- Gal and Do 01（8月15日、VIP）
- 温泉GALS★潮吹き大乱交（8月19日、kira☆kira）
- マンコが勝手にピクピクしちゃうの。（8月19日、乱丸）
- 業界NO.1の最高の淫乱痴女 イヤらしい上品な淫語で『男ヲ犯ス』（8月21日、アイエナジー）
- 麻薬捜査官 ヤク漬け膣痙攣（9月4日、アイエナジー）
- 悪戯 インケイジュ（9月5日、ワープエンタテインメント）
- キモ男に犯される未亡人（9月13日、マルクス兄弟）
- みるスポ!×真正中出しの絶対アングル（9月25日、みるきぃぷりん♪）
- 彼女の母 彼女の姉（9月26日、グラフィティジャパン）
- 強制猥褻 非合法ドラッグ（10月1日、ワンズファクトリー）
- イキ顔を見て粘るザーメンを飲んであげる（10月1日、ワンズファクトリー）
- 生姦、中出し、大放尿。（10月7日、プレミアム）
- 性魔術ポリネシアン官能マッサージ（10月9日、ナチュラルハイ）
- ぶっかけ中出しテカテカFUCK 8（10月9日、アイエナジー）
- CFNM♥働くお姉さん（10月15日、ワープエンタテインメント）
- Porno SINGLE CLIP 村上里沙・スケBEST（10月15日、ドリームチケット）総集編
- 東京FUNKYギャル（10月21日、ピエロ）
- 責め痴女 最強淫乱痴女が女看守になっていつでも拷問!（11月17日、レアル・ワークス）
- 飲みたがるオクチとマンコ（11月19日、エムズビデオグループ）
- THE 大沢佑香980 大沢佑香とハメられた女たち（11月21日、エクストリージョン）
- 純愛レズビアン 9（11月28日、ピエロ）
- 顔射奴隷 拘束スペルマ凌辱（12月1日、ワンズファクトリー）
- 張り型チンポ自慰 02（12月1日、ワンズファクトリー）
- 銀行強盗事件 中出し50連発（12月4日、アイエナジー）
- 女教師校内強制ペニバン責め（12月5日、フリーダム）
- 美脚金蹴り 女教師に蹴られて悶絶する男達（12月5日、フリーダム）
- 女教師 美脚スパルタ指導（12月5日、フリーダム）
- ハーレム学園プレミアム VOL.3（12月7日、プレミアム）
- ザーメン by 女教師（12月15日、ワープエンタテインメント）
- 凌辱レイプ! 中出しされた女子校生! 3（12月26日、凌友会）

- DOUBLE BODY WILD LADY's 04（1月2日、GLAY'z）
- 連続真正中出し6連射!!（1月9日、みるきぃぷりん♪）
- 団地妻の憂い（1月9日、アイエナジー）
- 夢の一夫多妻（1月13日、MOODYZ）
- イグイグ大乱交（1月19日、乱丸）
- 超美脚（1月22日、アキノリ）
- 新・オフィスレディ6人3時間撮り下し 2（1月23日、ビッグモーカル）
- これがウワサのドリームサービス! 風俗タクシー発射しま〜す（2月20日、チェリーズ）
- 世界で一番大きなチンポを持つ男のSEX（3月19日、ROOKIE）
- W真性中出し（4月1日、MOODYZ）
- ギャルメン♂♀スクールパラダイス（4月4日、SODクリエイト）
- 美少女の足裏 11（4月5日、フリーダム） オムニバス作品
- VIP STAR STAGE 4（4月24日、クリスタル映像）
- 匂いたつパンストの誘惑 〜美しき未亡人・里沙の妖艶な美脚〜（4月25日、マドンナ）
- 催眠 赤 DX 21 ドキュメント編（5月15日、アウダースジャパン）
- 催眠 赤 DX 21 スーパーmc編（5月15日、アウダースジャパン）
- -極上BODY- 淫らなGAL達に犯されたい☆（5月19日、kira☆kira）
- 美少年たちの童貞喪失ストーリー ギャルメン♂♀スクールパラダイス（5月21日、SODクリエイト）
- NON STOP ORGASM ポルチオエンドルフィン 村上里沙 無限絶頂（5月29日、クリスタル映像）
- 美脚若奥さま 脚責め事件簿（6月5日、フリーダム）
- 残酷放尿地獄（6月5日、フリーダム）
- 拘束M男学園 〜自由なき青春〜（6月5日、フリーダム）
- 背徳の愛人契約（6月18日、アイエナジー）
- 「熟女の口はもっと嘘をつく。」 熟雌女anthology #046（6月19日、アウダースジャパン）
- ケツビッチ!!（7月5日、ドリームチケット）
- 淫画ダイナマイト 6 ［男根玩具号］（7月13日、アロマ企画）
- 淫語痴女 見下し・辱め・寸止め中毒の女（7月19日、ドグマ）
- 完全真性M（9月15日、ドグマ）

- 淫語生ライブ（1月13日、アロマ企画）
- 尻伝説（5月5日、実録出版）
- 妄想狂マダムのゴミM男いじめ日記（7月20日、へりぽビデオ）
- 淫語革命（7月23日、ラッシュ）

- TOHJIRO・体液ベストセレクション No1（1月19日、ドグマ）
- お姉さんの巨尻が猥褻過ぎて秒殺で悩殺!!（11月30日、MARRION）

- 友人の母親　竹内紗里奈（5月1日、VENUS）
- 淫猥巨乳エステティシャン（8月22日、GARCON）
- 美熟女ドキュメント 竹内紗里奈のすべて（9月21日、HMJM）

- 尼寺 アナルレズ拷問（1月1日、V (ヴィ)）
- 欲望の家　竹内紗里奈（6月7日、アタッカーズ）
- べろちゅうレズビアン（6月13日、BACK DROP）
- 友人の母親 総集編③（7月1日、VENUS）
- ドライオーガズム療法専門 男の潮吹きクリニック　竹内紗里奈（7月25日、ジャネス）
- ネコとタチ　あわびとはまぐり（8月13日、FAプロ）

### イメージDVD
- 美脚モデルお嬢様のコスプレは好きですか?（2007年8月10日、心交社）
- 美脚モデルお嬢様のショーパン&レギンスは好きですか?（2008年2月15日、心交社）

## 出演

### 映画
- ボン脳即菩薩（2013年10月5日公開、アートポート）主人公・あけみ役 ※竹内ゆきの名義
- めぞん美熟女 ぬるぬる下宿（2014年）

### オリジナルビデオ
- 女復縁屋 美脚濡ればさみ（2008年05月18日公開、オーピー映画）早乙女エリカ役 ※村上里沙名義[3]
- 実録 女の犯罪（2014年3月7日公開、オールインエンタテインメント）経理担当重役・美咲役 ※竹内ゆきの名義
- 実録 女の犯罪 II（2014年）
- やくざの女4（2015年）
- 実録・薬物の代償～性に溺れた女～２（2017年9月、オールインエンタテインメント）香織編・過去再現シーンの北川役

### PV
- ツリメラ「オール・ヌード」（監督：二村ヒトシ） ※竹内ゆきの名義

### テレビ
- エロパラNight（GyaOジョッキー2008年2月19日放送分）

### ネット配信
- スパローズのギリギリセーフ!?（2013年2月 、ニコジョッキー）